# Kevin Marfo
Kevin Marfo (Brooklyn, Nueva York; 26 de mayo de 1997) es un baloncestista estadounidense que actualmente se encuentra sin equipo. Con 2,06 metros de estatura, juega en la posición de ala-pívot.

## Trayectoria deportiva

### Universidad
Jugó una temporada con los Colonials de la Universidad George Washington, con los que apenas contó con minutos de juego, en la que promedió 2,7 puntos y 2,8 rebotes por partido. Al término de la temporada fue transferido a los Bobcats de la Universidad Quinnipiac, donde tuvo que pasar un año en blanco debido a la normativa de la NCAA. Jugó dos temporadas en las que promedió 8,5 puntos y 10,5 rebotes por encuentro. En su segunda temporada promedió 13,3 rebotes, liderando la División I de la NCAA. Fue incluido en el segundo mejor quinteto de la Metro Atlantic Athletic Conference.
Después de su temporada junior, Marfo anunció que quería ser transferido de Quinnipiac. El 28 de marzo de 2020, se comprometió a jugar para Texas A&M en su último año. Inmediatamente fue elegible como transferencia de posgrado. Jugó una temporada en la que promedió 2,6 puntos y 3,7 rebotes por partido.
Después de la temporada anunció que regresaría a Quinnipiac. Como estudiante senior de sexto año, Marfo promedió 10,2 rebotes por partido, el mejor de la MAAC, volviendo a ser incluido en el segundo mejor quinteto de la conferencia.

#### Estadísticas
| * | Líder de la NCAA Division I |

| Año     | Equipo            | PJ       | PT       | MPP      | %TC      | %3P      | %TL      | RPP      | APP      | ROB      | TPP      | PPP      |
| ------- | ----------------- | -------- | -------- | -------- | -------- | -------- | -------- | -------- | -------- | -------- | -------- | -------- |
| 2016–17 | George Washington | 23       | 0        | 8.9      | .364     | –        | .536     | 2.8      | .2       | .3       | .3       | 2.7      |
| 2017–18 | Quinnipiac        | Redshirt | Redshirt | Redshirt | Redshirt | Redshirt | Redshirt | Redshirt | Redshirt | Redshirt | Redshirt | Redshirt |
| 2018–19 | Quinnipiac        | 25       | 11       | 18.5     | .488     | –        | .632     | 7.5      | .9       | .2       | .5       | 5.4      |
| 2019–20 | Quinnipiac        | 30       | 29       | 28.1     | .484     | .333     | .710     | 13.3*    | 1.9      | .6       | 1.2      | 10.2     |
| 2020–21 | Texas A&M         | 17       | 8        | 12.8     | .464     | .000     | .704     | 3.7      | .3       | .6       | .4       | 2.6      |
| 2021–22 | Quinnipiac        | 31       | 31       | 26.8     | .467     | .067     | .715     | 10.2     | 3.9      | .9       | .7       | 9.4      |
| Total   | Total             | 126      | 79       | 20.3     | .467     | .105     | .676     | 8.2      | 1.7      | .6       | .7       | 6.7      |

### Profesional
Tras no ser elegido en el Draft de la NBA de 2022, firmó su primer contrato profesional con el Fortitudo Agrigento de la Serie A2 italiana. En su primera temporada promedió 12,9 puntos y 7,1 rebotes por partido.